# Oton Jiménez
Oton Jiménez, auch Oton Jiménez Luthmer, (* 1895; † 1988) war ein costa-ricanischer Botaniker. Sein offizielles botanisches Autorenkürzel lautet „Jiménez “.
Er spielte eine bedeutende Rolle in der Orchideenkunde Costa Ricas.